# E-Dentico
e-Dentico – czasopismo naukowe skierowane do osób związanych zawodowo ze stomatologią (lekarzy dentystów, asystentek i higienistek stomatologicznych oraz studentów stomatologii), ukazujące się nieprzerwanie od roku 2004, początkowo jako kwartalnik, a od 2011 roku jako dwumiesięcznik. Od roku 2007 czasopismo dwujęzyczne – artykuły medyczne publikowane są w dwóch sąsiadujących wersjach językowych – polskiej i angielskiej. W 2004 roku, jako pierwsze pismo branżowe, „e-Dentico” wprowadziło program edukacyjny, umożliwiający prenumeratorom zdobywanie punktów edukacyjnych, do których pozyskiwania zobowiązuje lekarzy rozporządzenie ministra zdrowia w sprawie sposobów dopełnienia obowiązku doskonalenia lekarzy i lekarzy dentystów. 
Każdy numer dwumiesięcznika zawiera do kilkunastu artykułów medycznych (recenzowanych przed publikacją), a także teksty dotyczące różnorodnych aspektów funkcjonowania gabinetów dentystycznych (prawnych, etycznych, ekonomicznych itp.) oraz część lifestylową. Na liście czasopism naukowych, punktowanych przez Ministerstwo Nauki i Szkolnictwa Wyższego „e-Dentico” znajduje się w części B z 6 punktami (strona 290, pozycja 1017). Punktacja Index Copernicus wynosi 4,03 (2011 r.).
Pismo ukazuje się w nakładzie około 6500 egzemplarzy, z których większość dystrybuowana jest drogą prenumeraty. Dostępne jest również online oraz dla użytkowników iPad'ów lub tabletów współpracujących z systemem Android. 
Redakcja „e-Dentico” mieści się w Łodzi, a założycielem i redaktorem naczelnym czasopisma jest dr n. med. Tomasz Maria Kercz.